# Capensibufo rosei
A Capensibufo rosei (Rose-hegyivarangy) a kétéltűek (Amphibia) osztályába, a békák (Anura) rendjébe és a varangyfélék (Bufonidae) családjába tartozó faj.
A faj Dél-afrikai Köztársaságban honos. 1926-ban fedezték fel. Frissvízű mocsarakban és a körülötte elhelyezkedő bozótosban él. A faj egyre veszélyeztetett helyzetben van a zsugorodó élőhelyek miatt.